# Скобки на Поасон
Скобките на Поасон са важен оператор в хамилтоновата механика, играещ централна роля в описанието на времевата еволюция на динамичните системи във формулировката на Хамилтон. В по-общ план скобките на Поасон се използват при дефинирането на алгебра на Поасон, а многообразието на Поасон е неин частен случай. Те са наречени на френския математик Симеон Дени Поасон.

## Обобщени координати
В обобщените координати {\displaystyle (q_{i},p_{j})} на фазовото пространство, скобките на Поасон на две функции {\displaystyle f(p_{i},q_{i},t)\,} и {\displaystyle g(p_{i},q_{i},t)\,} се записват:
{\displaystyle \{f,g\}=\sum _{i=1}^{N}\left[{\frac {\partial f}{\partial q_{i}}}{\frac {\partial g}{\partial p_{i}}}-{\frac {\partial f}{\partial p_{i}}}{\frac {\partial g}{\partial q_{i}}}\right].}

## Уравнения на движението
Пълният диференциал на дадена функция във фазовото пространство може още да бъде записан със скобките на Поасон. Нека {\displaystyle f(p,q,t)} е функция, дефинирана върху дадено многообразие. Пълният ѝ диференциал има вида:
{\displaystyle {\frac {\mathrm {d} }{\mathrm {d} t}}f(p,q,t)={\frac {\partial f}{\partial t}}+{\frac {\partial f}{\partial p}}{\frac {\mathrm {d} p}{\mathrm {d} t}}+{\frac {\partial f}{\partial q}}{\frac {\mathrm {d} q}{\mathrm {d} t}}.}
Ако заместим в горното уравнение обобщените координати {\displaystyle p=p(t)} и {\displaystyle q=q(t)} с техните изрази в уравненията на Хамилтон-Якоби ({\displaystyle {\dot {q}}={\partial H}/{\partial p}} и {\displaystyle {\dot {p}}=-{\partial H}/{\partial q}}), получаваме:
{\displaystyle {\frac {\mathrm {d} }{\mathrm {d} t}}f(p,q,t)={\frac {\partial f}{\partial t}}+{\frac {\partial f}{\partial q}}{\frac {\partial H}{\partial p}}-{\frac {\partial f}{\partial p}}{\frac {\partial H}{\partial q}}={\frac {\partial f}{\partial t}}+\{f,H\}.}
Следователно изменението с времето на дадена функция f, дефинирана на симплектично многообразие, може да бъде описано от поток. В запис, независим от избора на координатна система, изразът на пълния диференциал на функцията придобива вида:
{\displaystyle {\frac {\mathrm {d} }{\mathrm {d} t}}f=\left({\frac {\partial }{\partial t}}-\{\,H,\cdot \,\}\right)f.}
Операторът {\displaystyle -\{\,H,\cdot \,\}} се нарича още Оператор на Лиувил.

## Константи на движението
Дадена интегрируема система може да притежава константи на движението, различни от енергията. Такива константи на движението трябва да комутират с хамилтониана в смисъла на скобките на Поасон. Нека {\displaystyle f(p,q)} е константа на движението. Следователно наредената двойка {\displaystyle p(t),q(t)} е траектория или двойка решения на уравненията на Хамилтон-Якоби, а нейният пълен диференциал е равен на нула: {\displaystyle 0={\frac {\mathrm {d} f}{\mathrm {d} t}}}. Като заместим с уравненията на Хамилтон-Якоби, получаваме:
{\displaystyle 0={\frac {\mathrm {d} }{\mathrm {d} t}}f(p,q)={\frac {\partial f}{\partial p}}{\frac {\mathrm {d} p}{\mathrm {d} t}}+{\frac {\partial f}{\partial q}}{\frac {\mathrm {d} q}{\mathrm {d} t}}={\frac {\partial f}{\partial q}}{\frac {\partial H}{\partial p}}-{\frac {\partial f}{\partial p}}{\frac {\partial H}{\partial q}}=\{f,H\}}
Това уравнение е познато като уравнение на Лиувил. Теоремата на Лиувил гласи, че времевата еволюция на дадена динамична система се определя от уравнението на Лиувил.

## Общи свойства
- Скобките на Поасон притежават свойството антисиметричност[1] (Понякога наричано и „кососиметричност“ [2]): {\displaystyle \{A,B\}\ =\ -\ \{B,A\}}
- Скобките на Поасон удовлетворяват тъждеството на Якоби:

{\displaystyle \{A,\{B,C\}\}\ +\ \{B,\{C,A\}\}\ +\ \{C,\{A,B\}\}\ =\ 0}
- Обобщените координати са свързани с уравнението:{\displaystyle \{q^{j},p_{k}\}\ =\ \delta _{k}^{j}}

## Уравнения на Хамилтон-Якоби
Нека {\displaystyle H(q^{i},p_{i})} е хамилтониана на разглежданата система. Уравненията на Хамилтон-Якоби могат да бъдат записани със скобките на Поасон:
{\displaystyle {\dot {q}}^{j}\ =\ \{q^{j},H\}\ =\ {\frac {\partial H}{\partial p_{j}}}}
и:
{\displaystyle {\dot {p}}_{j}\ =\ \{p_{j},H\}\ =\ -\ {\frac {\partial H}{\partial q^{j}}}}

## Квантов еквивалент
В квантовата механика комутаторът на две наблюдаеми X и Y е пропорционален на техните скобки на Поасон:
{\displaystyle \{X,Y\}\ \to \ {\frac {1}{i\hbar }}\ [{\widehat {X}},{\widehat {Y}}]}
където с {\displaystyle [.,.]} е обозначен комутаторът. По този начин получаваме комутационните съотношение на наблюдаемите във формализма на Хайзенберг. Същата стратегия може да бъде приложена при квантуването на електричното поле например.